# Jan Bruin (calciatore)
Jan Bruin (Ameland, 30 settembre 1969) è un ex calciatore olandese, di ruolo attaccante.

## Carriera
Nativo delle Isole Frisone Occidentali, è stato una bandiera del Cambuur, con cui ha disputato, in due differenti periodi, 10 campionati (due di Eredivisie e otto di Eerste Divisie). Con 73 reti all'attivo è il miglior marcatore in campionato della storia per la squadra di Leeuwarden.
Ha militato in Eerste Divisie anche con Zwolle, Volendam e Telstar.